# Merida (fabrikant)

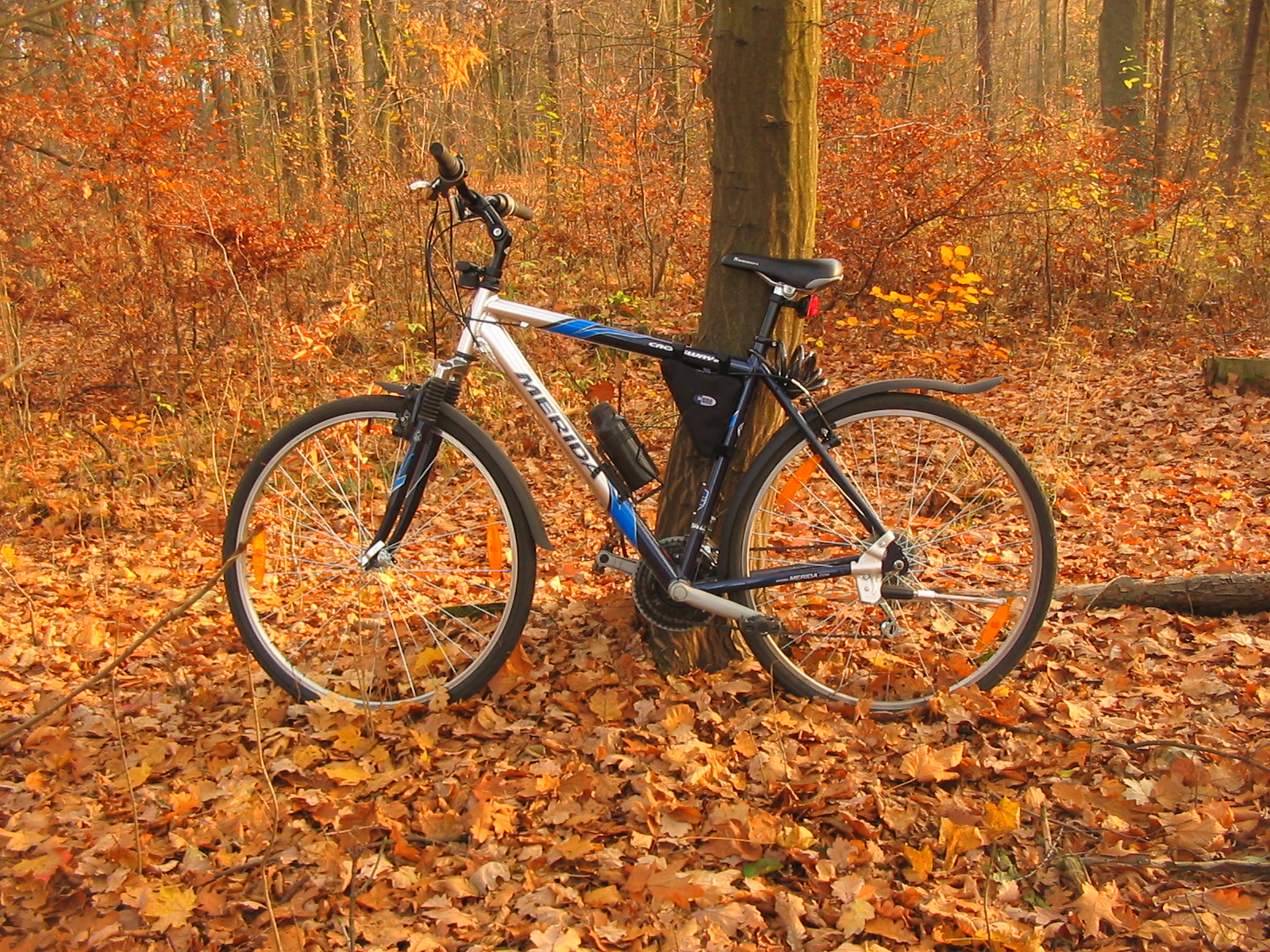
Merida fiets

Merida is een Taiwanese fabrikant van fietsen en toebehoren. Merida ontwerpt en produceert verschillende typen fietsen. Voorbeelden zijn stadsfietsen, mountainbikes en racefietsen. Merida is cosponsor van het wielerteam Bahrain-Mclaren.